# Amblyceps laticeps
Amblyceps laticeps is een straalvinnige vissensoort uit de familie van de slanke meervallen (Amblycipitidae). De wetenschappelijke naam van de soort is voor het eerst geldig gepubliceerd in 1842 door McClelland.